# Josimar Lima
Josimar Lima (Isla de São Vicente, Cabo Verde, 2 de agosto de 1989) es un futbolista caboverdiano. Juega de defensa y su actual equipo es el VVV-Venlo de la Eredivisie de Países Bajos.

## Selección nacional
Ha sido internacional con la selección de fútbol de Cabo Verde, donde ha jugado 4 partidos internacionales.

## Clubes
| Club         | País                   | Año       |
| ------------ | ---------------------- | --------- |
| Willem II    | Países Bajos           | 2009-2011 |
| FC Dordrecht | Países Bajos           | 2011-2014 |
| Al-Shaab     | Emiratos Árabes Unidos | 2014      |
| FC Dordrecht | Países Bajos           | 2014-2016 |
| FC Emmen     | Países Bajos           | 2016-2018 |
| FC Lahti     | Finlandia              | 2018      |
| VVV-Venlo    | Países Bajos           | 2019-     |